# Włodzienin
Włodzienin (deutsch Bladen, tschechisch Vladěnín) ist ein Ort in der Landgemeinde Branice im Powiat Głubczycki der Woiwodschaft Opole in Polen.

## Geographie

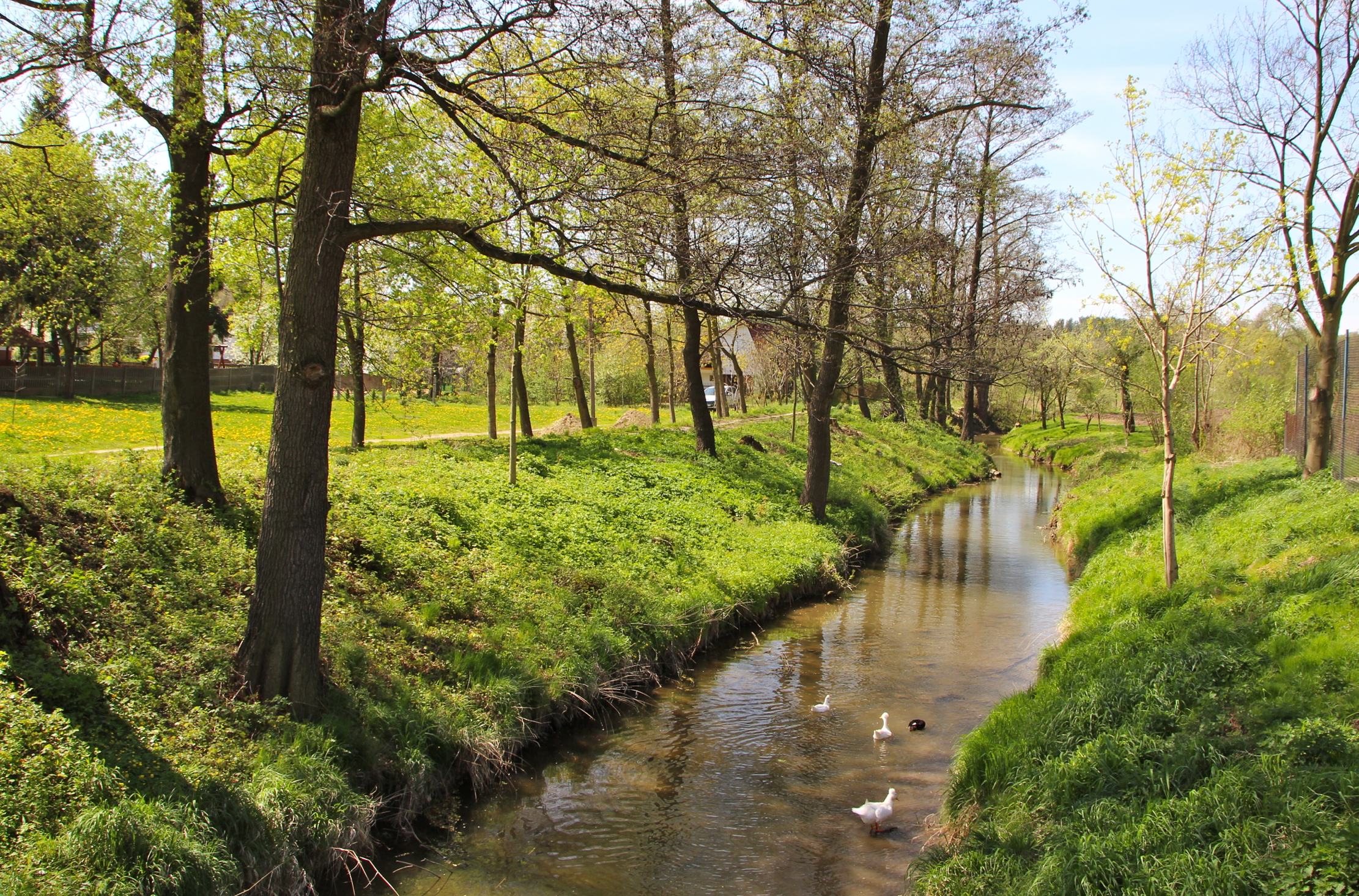
Die Troja in Włodzienin

Das Angerdorf Włodzienin liegt zwölf Kilometer nordöstlich von Branice, 11 Kilometer südlich von Głubczyce (Leobschütz) und 75 Kilometer südlich von Opole (Oppeln) in der Schlesischen Tiefebene (Schlesische Tiefebene) am Fluss Troja.
Ortsteil von Włodzienin ist Włodzienin-Kolonia (Josephstal).
Nachbarorte sind Nowa Wieś Głubczycka (Neudorf) im Norden, Wojnowice im Nordosten, Nowa Cerekwia im Südosten, Dzbańce (Krug) und Jędrychowice (Hennerwitz) im Süden, Lewice (Löwitz) im Südwesten, Chrośtno (Saliswalde) im Westen und Zubrzyce (Sauerwitz) im Nordwesten.

## Geschichte

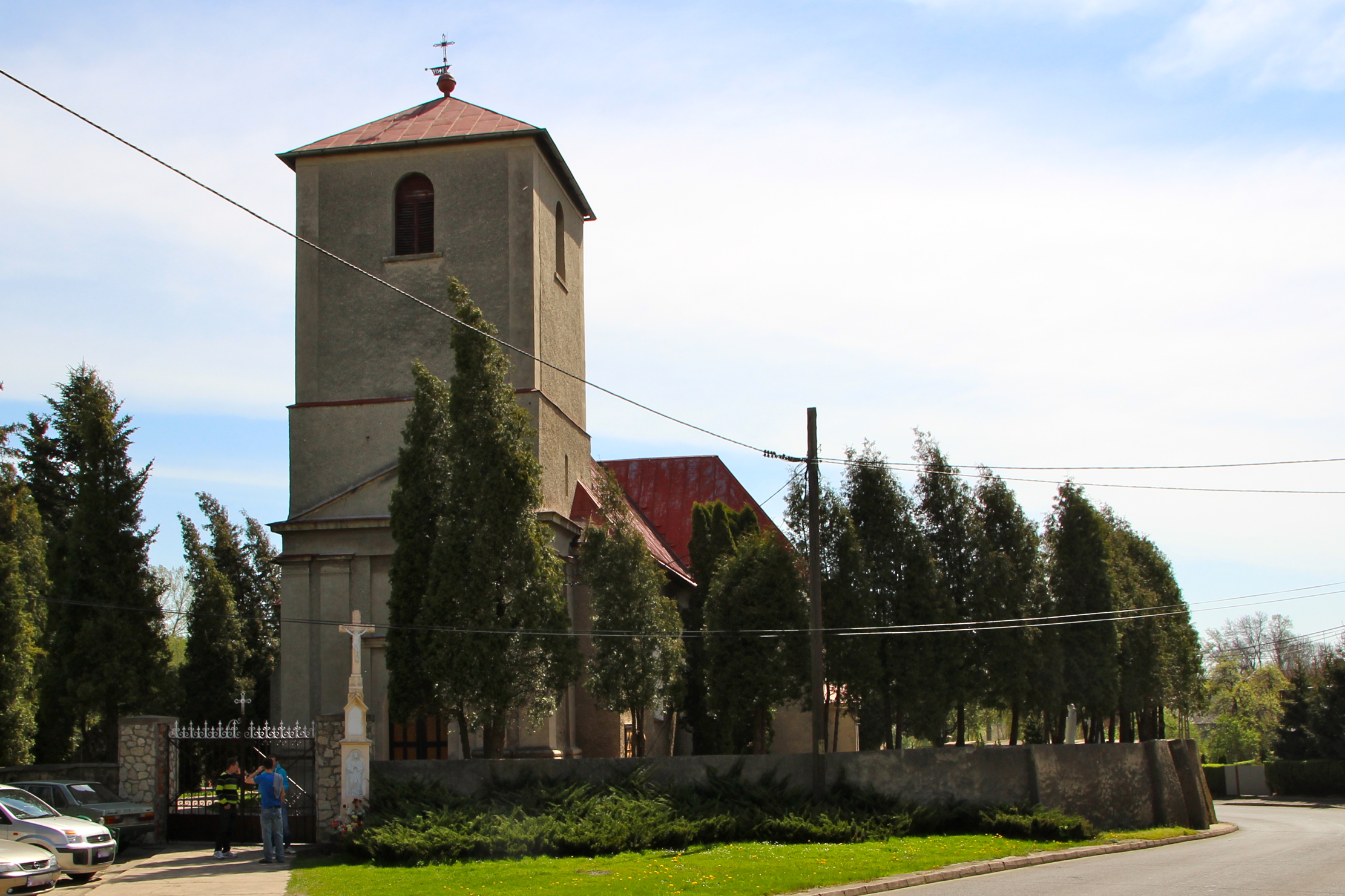
Dreifaltigkeitskirche

Bladen wurde erstmals 1283 urkundlich erwähnt. Es gehörte zum přemyslidischen Herzogtum Troppau, das 1269 für Herzog Nikolaus I., einen unehelichen Sohn des böhmischen Königs Ottokar II. Přemysl, errichtet worden war. Obwohl nach dem Tod des Herzogs Nikolaus II. das Herzogtum Troppau 1365 geteilt wurde, verblieb Bladen bei Troppau. 1415 wurde der Ort als Blawda erwähnt. 1420 verkaufte Herzog Přemysl I. Bladen dem Johann von Bladen und seinen Brüdern. 1470 war es im Besitz der Herren von Füllstein, die sich auch Füllstein auf Bladen (Fulštejn z Vladěnína) nannten. Ihnen folgten 1552 die Füllstein auf Wagstadtl (Bitovský z Bítova u Bílovce), die 1567 das Schloss Bladen errichteten. 1618 erlangten Bladen die Haugwitz, von denen es 1652 an die Freiherrn Nayhauß-Cormons überging. Sie wurden 1698 in den Reichsgrafenstand aufgenommen und besaßen Bladen bis 1910.
Nach dem Ersten Schlesischen Krieg fiel Bladen wie fast ganz Schlesien 1742 an Preußen. Kirchlich gehörte es weiterhin zum Bistum Olmütz, wobei der an Preußen gefallene Teil des Bistums vom 1742 gegründeten Kommissariat Katscher verwaltet wurde. Für das Jahr 1783 sind zwei Mühlen, 26 Bauern und 59 Häusler nachgewiesen. Die Einwohnerzahl betrug 804.
Mit der Neugliederung Preußens gehörte Bladen ab 1815 zur Provinz Schlesien und war ab 1818 dem Landkreis Leobschütz eingegliedert, mit dem es bis 1945 verbunden blieb. 1845 bestanden im Dorf ein Schloss, ein Vorwerk, eine katholische Kirche, eine katholische Schule, eine Brauerei, eine Windmühle und 74 Häuser. Im gleichen Jahr lebten in Bladen 1406 Menschen, davon fünf evangelisch. 1859 wurde von 15 Bladenern Meistern eine Innung der Tischler, Drechsler, Stellmacher, Schmiede, Schuhmacher, Sattler und Schneider gegründet. 1861 zählte Bladen 1663 Einwohner. Seit 1874 gehörte die Landgemeinde Bladen zum gleichnamigen Amtsbezirk, dem auch Josefsthal und Wanowitz sowie der Gutsbezirk Bladen angehörten. 1895 wurde die Kolonie Josefsthal nach Bladen eingemeindet.
1916 errichtete der spätere Olmützer Weihbischof Joseph Martin Nathan in Bladen eine Außenstelle der von ihm in Branitz errichteten Heil- und Pflegeanstalten. Im Ersten Weltkrieg fielen 78 Soldaten aus dem Dorf. Bei der Volksabstimmung in Oberschlesien am 20. März 1921 stimmten in Bladen 1285 Personen für einen Verbleib bei Deutschland und 5 für Polen. Bladen verblieb wie der gesamte Stimmkreis Leobschütz beim Deutschen Reich. 1933 zählte der Ort 1400, 1939 wiederum 1364 Einwohner. Bis 1945 gehörte der Ort zum Landkreis Leobschütz. Am 17. März flüchtete die Dorfbevölkerung vor der heranrückenden Roten Armee in Richtung Sudetenland.
1945 kam der bisher deutsche Ort unter polnische Verwaltung, wurde in Włodzienin umbenannt und der Woiwodschaft Schlesien angeschlossen. Im Mai 1945 kehrte ein Teil der zuvor geflüchteten Bevölkerung zurück. Im Juni 1946 wurde die deutsche Bevölkerung des Ortes vertrieben. 1950 wurde Włodzienin der Woiwodschaft Oppeln zugeteilt. 1999 wurde es Teil des wiedergegründeten Powiat Głubczycki.

## Sehenswürdigkeiten

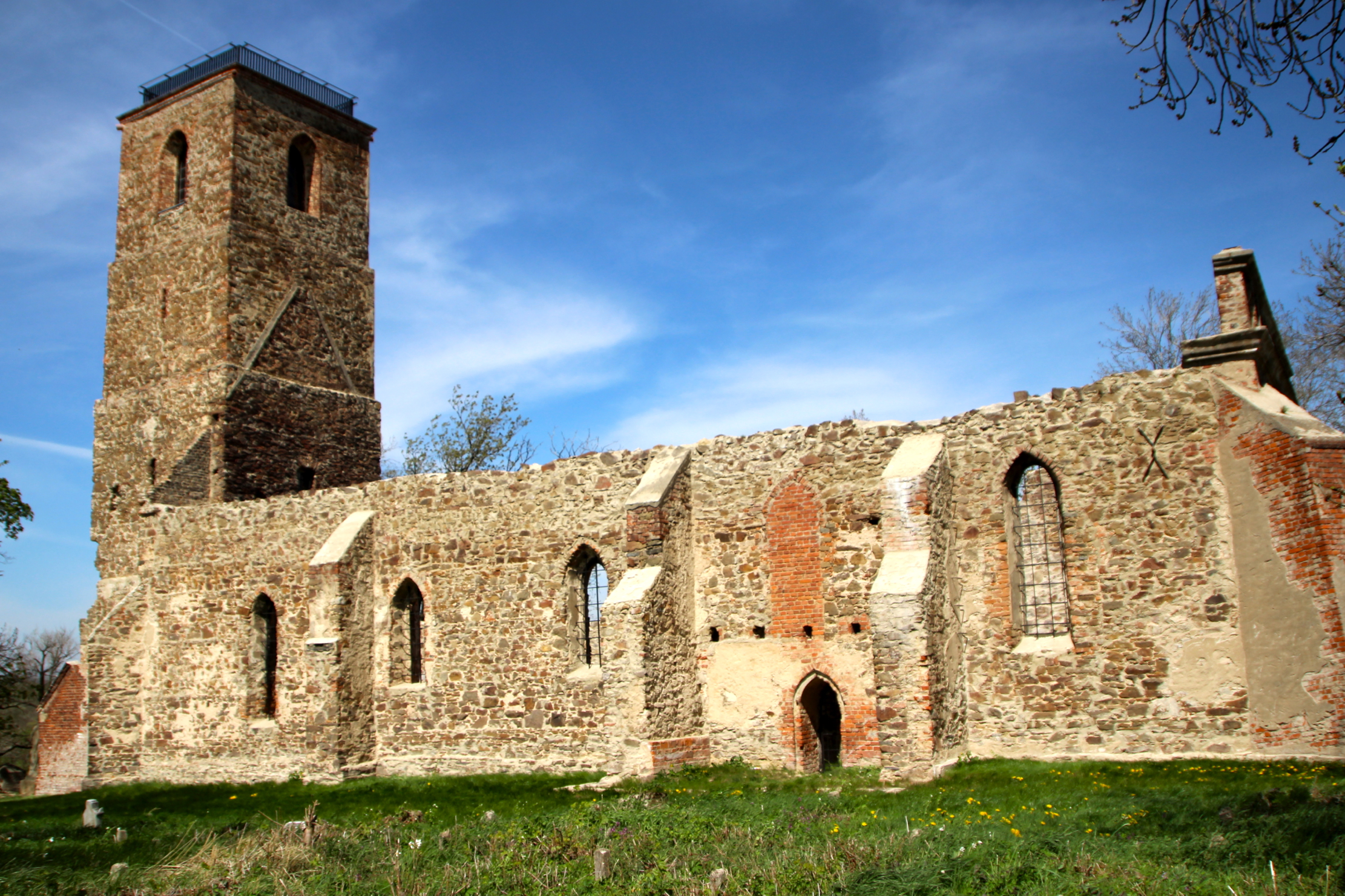
Die Ruine der St.-Nikolaus-Kirche

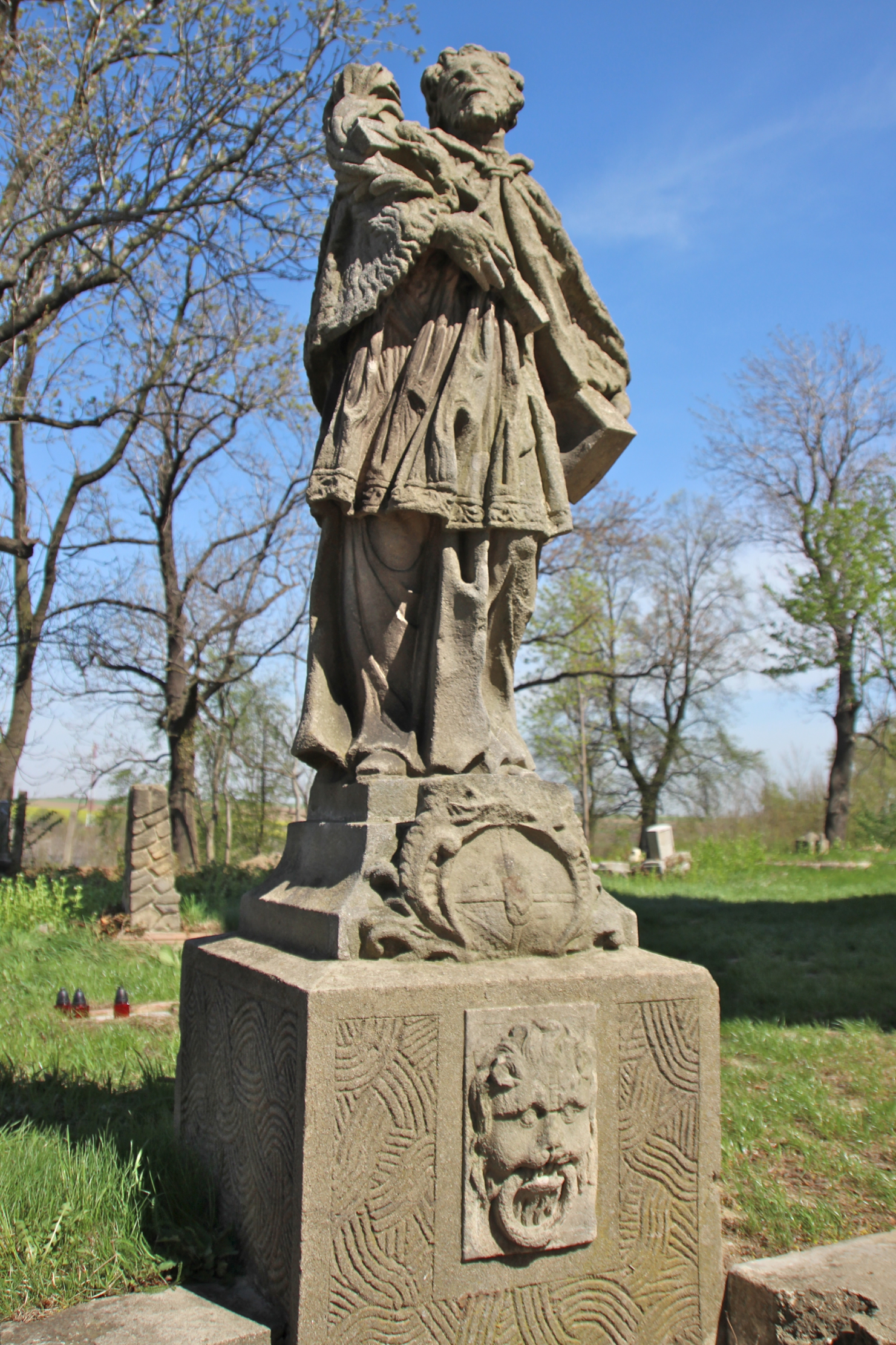
Nepomukstatue

- Die Pfarrkirche der Hl. Dreifaltigkeit (poln. Kościół Trójcy Świętej) wurde 1473 erstmals erwähnt. Sie war damals aus Holz und wurde 1530 aus Stein errichtet. 1737 neu erbaut, weitere Umbauten erfolgten 1817 und 1903. Bei Kriegsende 1945 zerstört und später wieder aufgebaut.
- Pfarrhaus von 1801
- Die Ruine der gotischen St.-Nikolaus-Kirche (poln. Kościół św. Mikołaja) liegt auf einer Anhöhe über Trojatal. Die Kirche wurde erstmals 1496 erwähnt und im 15. und 16. Jahrhundert sowie 1890 umgebaut. Sie diente zunächst als Begräbniskirche und wurde bei Kriegsende 1945 ebenfalls zerstört. Im 2011 wurde sie renoviert und seit August 2011 dient der Kirchturm als Aussichtsturm. Der Kirchenbau steht seit 1964 unter Denkmalschutz.[9]
- Nepomukstatue
- Steinerne Wegekapelle
- Steinerne Wegekreuze

## Söhne und Töchter
- Anton Joseph Stein (1759–1844), Hochschullehrer und Schriftsteller in Wien
- Julius Cäsar von Nayhauß-Cormons (1821–1908), Rittergutsbesitzer, Offizier und Mitglied des Deutschen Reichstags
- Joseph Mantke (1866– nach 1932), deutscher Lehrer und Politiker
- Franz Beier (1898–1957), deutscher Politiker